# Daltjärnen (Norsjö socken, Västerbotten)
Daltjärnen är en sjö i Norsjö kommun i Västerbotten och ingår i Skellefteälvens huvudavrinningsområde.